# Sant Miquel de Fluvià
Sant Miquel de Fluvià ist ein Ort und eine Gemeinde (municipi) mit 839 Einwohnern (Stand: 2024) in der Provinz Girona in der Autonomen Region Katalonien. Der Ort gliedert sich in den alten Ortskern und ein Neubauviertel, in welchem die meisten Einwohner leben.

## Lage
Sant Miquel de Fluvià liegt auf einer kleinen Anhöhe auf dem Nordufer des Río Fluvià in einer Höhe von etwa 25 Meter ü. d. M. etwa 37 Kilometer (Fahrtstrecke) nordöstlich von Girona bzw. etwa 20 Kilometer südlich von Figueres. Die Entfernung zur Mittelmeerküste beträgt etwa acht Kilometer (Luftlinie) in östlicher Richtung.

## Bevölkerungsentwicklung
| Jahr      | 1960 | 1970 | 1981 | 1990 | 2000 | 2006 |
| Einwohner | 296  | 392  | 473  | 563  | 625  | 671  |

Seit dem 19. Jahrhundert verzeichnet die Gemeinde ein langsames aber beinahe stetes Wachstum der Bevölkerung.

## Wirtschaft
Früher lebten die Einwohner hauptsächlich als Selbstversorger von der Landwirtschaft, zu der auch der Anbau von Wein und die Haltung von Vieh gehörte. Außerdem diente der Ort als handwerkliches und merkantiles Zentrum mehrerer Dörfer und Weiler in der Umgebung.

## Geschichte
Der Platz scheint schon in römischer Zeit besiedelt gewesen zu sein. Im Mittelalter existierte hier ein zur Abtei Saint-Michel-de-Cuxa gehörendes Benediktinerkloster, um welches herum sich allmählich der Ort entwickelte.

## Sehenswürdigkeiten

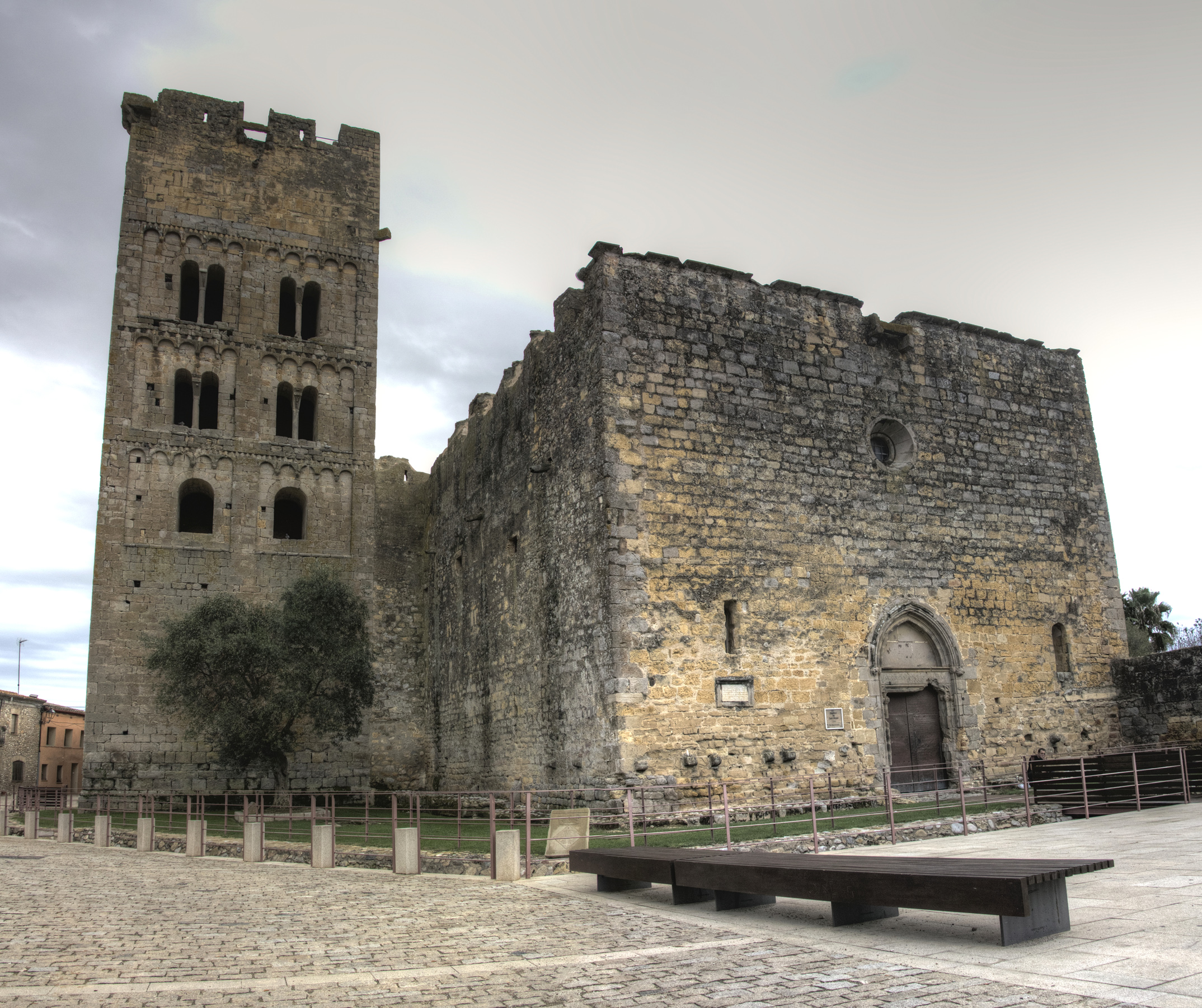
Ehemalige Klosterkirche Sant Miquel

- Ein wahrscheinlich noch aus römischer Zeit stammender, jedoch gut erhaltener Ringofen (horno) mit einer steinernen Mittelstütze zum Brennen von Ziegelsteinen und Keramik wurde im Jahr 1974 entdeckt.
- Die ehemalige Klosterkirche und heutige Pfarrkirche (Esglesia Sant Miquel) ist ein wehrhaft wirkender und größtenteils aus exakt bearbeiteten Hausteinen errichteter Bau des ausgehenden 11. oder beginnenden 12. Jahrhunderts. Die drei Apsiden sowie der Turm zeigen Lisenen und Rundbogenfriese im lombardischen Baustil; sie wurden später, d. h. möglicherweise in der Zeit des Katalanischen Bürgerkriegs (1462–1472) durch Wehrbauten aufgestockt. Der auf der Nordseite befindliche und beinahe freistehende Glockenturm (campanar) ist romanischen Ursprungs; er wurde jedoch ebenfalls im 15. Jahrhundert befestigt und zeigt zusätzlich kleine Zahnschnittfriese oberhalb der Rundbögen. Auch das Langhaus und die giebel- und schmucklose Westseite haben Wehrcharakter. Das in gotischen Stilformen gestaltete, aber teilweise zerstörte Eingangsportal trägt eine Inschrift des Jahres 1802; die Kapitelle zeigen Abwandlungen des Trifrons-Motivs. Das dreischiffige Innere ist tonnengewölbt; die Apsiden sind von halbkuppelförmigen Kalotten überwölbt. Zur Ausstattung gehören mehrere teils geometrisch, teils vegetabilisch gestaltete Kapitelle, ein romanisches Taufbecken und ein aus einem Kapitell herausgearbeitetes Weihwasserbecken. Vom ehemaligen Klausurbereich des Klosters mitsamt seinem Kreuzgang sind nur Fundamentreste erhalten.

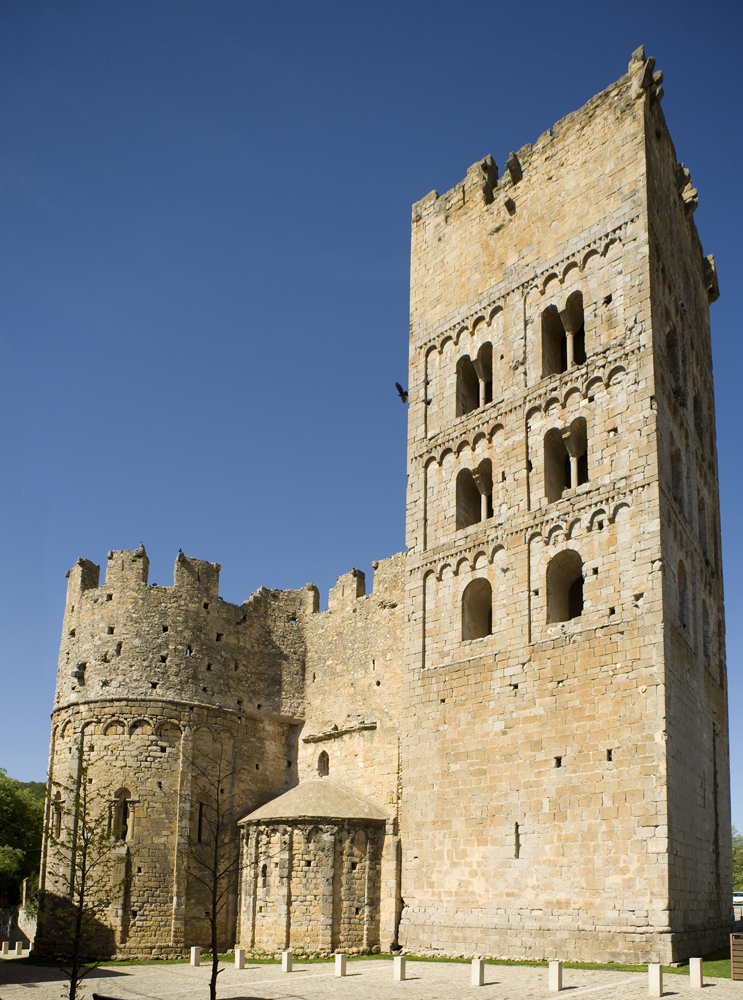
Ostteile der Kirche
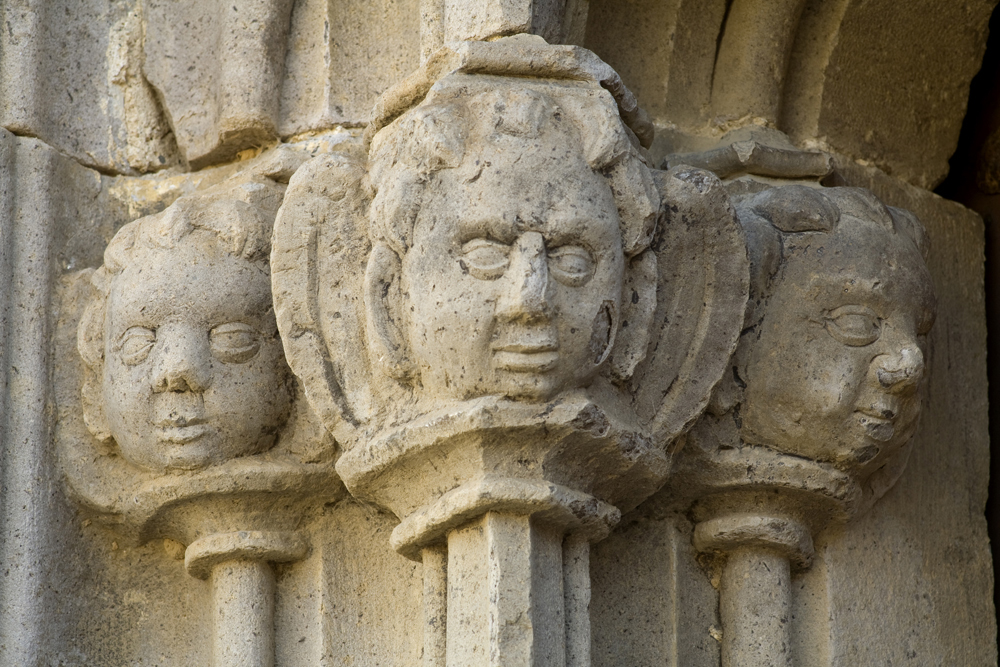
Trifrons-Motiv
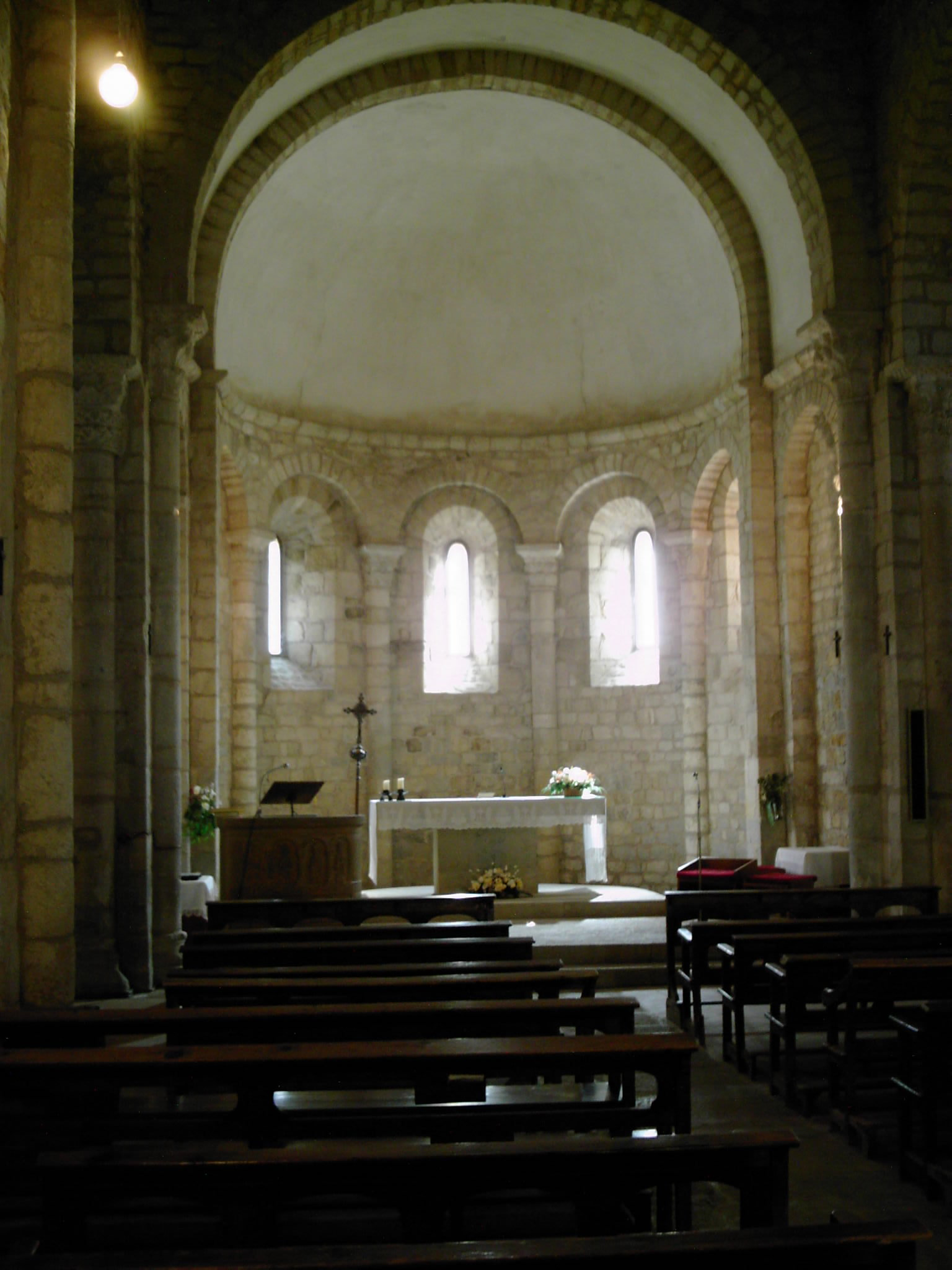
Blick in die Mittelapsis